# Comunele Suediei

Comunele Suediei

Comunele Suediei (suedeză Sveriges kommuner) sunt nivelul inferior de administrație locală. Cele 290 de comune sunt organizate în 21 de comitate (län), care formează nivelul superior de administrație locală. Autoritățile comunale sunt responsabile de un mare număr de servicii sociale și publice locale, inclusiv gestionarea școlilor, serviciilor de urgență, serviciilor comunale ș.a.